# Sinjar
Sinjar (arabiska: سنجار, kurdiska: Şingal, gammalsyriska: ܫܝܓܪ , Šiggar) är en stad vid Sinjarbergens södra fot i distriktet Sinjar i provinsen Ninawa (Nineve) i Irak, nära gränsen mot Syrien. Ofta användes namnet Sinjar om hela den avsevärt större bergsregionen.

## Historia

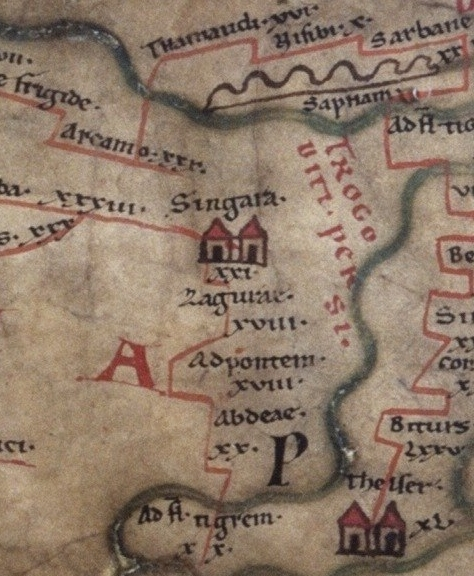
Medeltida kopia av en romersk karta från 400-talet över Singara, som staden kallas på latin.

En stor höjd på gränsen till nordöstra Syrien, känd som Tell Hamoukar, visar att det där har funnits en stadsbebyggelse så lång tid tillbaka som år 4000 f.Kr. Sinjardalen tillhörde den nordliga ubaidkulturen. På Sinjarslätten, där Tell Hamoukar ligger, finns det rester av en rad ännu äldre civilisationer (Hassuna, Halaf, Ubaid). Mer än 200 forntida platser är kända där.

## Demografi
Befolkningen i själva staden angavs år 2013 till 23 023. Staden är huvudsakligen befolkad av jezidier, men där finns också arabiska och assyriska kristna minoriteter.

## Ockupationen
Den 2 augusti 2014 blev staden Sinjar och områdena däromkring erövrade av islamistgruppen ISIL som hotar att utrota jezidierna. Det mesta av befolkningen flydde, men många tusen blev dödade eller tagna till fånga. Hundratusentals flydde till Syrien och till de kurdiska områdena längre österut. Tiotusentals flydde högre upp i bergen där de saknade tillgång till vatten, mat och skydd emot den starka solstrålningen där.

Då ISIL angrep kunde kurdiska peshmergas bara hålla sina ställningar i några få timmar innan de tvingades fly området. Motangrepp från syriska kurder YPG/YPJ och PKK gerillan frigjorde delar av området, och nådde den 8 augusti fram till en del av flyktingarna i bergen.men 14 november 2015 befriades staden efter 2 dagars krig mellan kuridstans persmarga och IS och med hjälp av amerikanska flyganfall.